# Praproče pri Grosupljem
Praproče pri Grosupljem – wieś w Słowenii, w gminie Grosuplje. 1 stycznia 2017 liczyła 48 mieszkańców.